# Jigokumon
Jigokumon este un film japonez jidaigeki din 1953 regizat de Teinosuke Kinugasa. Spune povestea unui samurai (Kazuo Hasegawa) care încearcă să se căsătorească cu o femeie (Machiko Kyō) pe care o salvează, doar pentru a descoperi că aceasta este deja căsătorită. Filmat folosind Eastmancolor, Jigokumon a fost primul film color al Daiei Film și primul film color japonez care a fost lansat în afara Japoniei. Filmul a fost restaurat digital în 2011 de către Centrul Național de Film al Muzeului Național de Artă Modernă din Tokyo și Kadokawa Shoten Co., LTD. în cooperare cu NHK. Filmul a câștigat Palme d'Or la Festivalul Internațional de Film de la Cannes din 1954.

## Rezumat
În timpul Rebeliunii Heiji, samuraiul Endō Morito este desemnat să o escorteze pe doamna de onoare Kesa departe de palat, odată ce aceasta se oferă voluntar să se deghizeze în sora daimyō-ului, câștigând astfel timp pentru ca tatăl daimyō-ului și adevărata soră să scape nevăzuți. Kesa este lăsată inconștientă când rebelii le atacă caravana, iar Morito o duce la casa fratelui său. Când fratele lui Morito sosește, acesta dezvăluie că și el face parte din rebeliune și îi sugerează lui Morito să i se alăture. Morito refuză să îl trădeze pe daimyō, Lordul Kiyomani. Odată ce el și Kesa sunt în siguranță, Morito își dovedește loialitatea față de Kiyomani, mergând personal la el pentru a-i duce vești despre insurecție.
După ce lovitura de stat a eșuat, Morito se întâlnește din nou cu Kesa. Îndrăgostit de ea, el îi cere Lordului Kiyomoni, care acordă câte o dorință fiecărui războinic loial care a ajutat la reprimarea rebeliunii, să-i acorde mâna lui Kesa în căsătorie. Kiyomoni îl informează că Kesa este deja căsătorită cu Wataru, un samurai din Garda Imperială, dar Morito cere ca dorința sa să îi fie îndeplinită. Kesa este îngrijorată de hotărârea lui Morito, dar Wataru îi promite că o va proteja.
După ce o aude pe Kesa interpretând muzică la koto, Kiyomani începe să simpatizeze cu Morito. El decide să-i dea lui Morito o șansă de a concura pentru mâna lui Kesa. Morito intră într-o cursă de cai în care concurează Wataru și aproape că îl atacă pe Wataru la o cină „Uită de cursă” după ce cursa s-a terminat, deranjându-i vizibil pe toți cei din jurul său.
La cererea Kesei, servitoarea ei, Tone, îi spune lui Marito că Kesa a plecat în vizită la mătușa ei. Morito se îndreaptă spre casă și descoperă minciuna. El o obligă pe mătușă să îi scrie un bilet Kesei în care pretinde că este bolnavă și că are nevoie ca Kesa să vină să o vadă. Kesa este de acord și se îngrozește când îl vede pe Morito așteptând-o. Când Morito amenință că îi va ucide pe toți pentru a face ce vrea cu ea, Kesa îi spune că îi va îndeplini dorințele inimii și îi detaliază un plan prin care Morito îl va ucide pe Wataru și o va revendica după ce va rămâne văduvă.
Kesa se întoarce acasă și se comportă cu generozitate cu Tone și Wataru. După ce toată lumea s-a dus la culcare, Morito se furișează în dormitor, dând o lovitură decisivă de moarte unei persoane de sub pătură. Este îngrozit când își dă seama că a ucis-o pe Kesa. Dându-și seama că Kesa s-a sacrificat mai degrabă decât să se supună pe ea sau pe oricine altcineva nebuniei lui, Morito îl roagă fără succes pe Wataru să-l ucidă în semn de penitență. În timp ce Wataru își jelește soția moartă, Morito îngenunchează în curte, își taie cocul de pe cap și jură să o ia de la capăt ca călugăr.

## Distribuție
- Kazuo Hasegawa – Morito Endo
- Machiko Kyō – Lady Kesa
- Isao Yamagata – Wataru Watanabe
- Yatarō Kurokawa – Taira no Shigemori
- Kōtarō Bandō – Rokuroh
- Jun Tazaki – Kogenta
- Koreya Senda – Taira no Kiyomori
- Masao Shimizu – Fujiwara no Nobuyori
- Tatsuya Ishiguro – Yachuta
- Kenjirō Uemura – Masanaka
- Gen Shimizu – Saburosuke
- Michiko Araki – Mano
- Yoshie Minami – Tone
- Kikue Mōri – Sawa
- Ryōsuke Kagawa – Yasutada
- Kunitarō Sawamura – Moritada

## Legături externe
- Jigokumon la Internet Movie Database
- Jigokumon la CineMagia